# Drymarchon corais
Drymarchon corais es una especie de serpiente miembro de la familia colubridae. Es una larga culebra no venenosa,  considerada la mayor serpiente nativa de los Estados Unidos, con el ejemplar más largo registrado de 2,8 m. La culebra muestra un brillo con destellos negros y púrpura al ser expuesta a la luz.

## Descripción
Drymarchon corais es una culebra de complexión robusta. En general, los adultos miden entre 95-280 cm. La cabeza se distingue del cuello, con ojos grandes y pupilas redondas.
Esta culebra no es venenosa, pero al morder puede causar hemorragia intensa. Tiene la capacidad de resistir al veneno de otros reptiles viperinos.

## Distribución geográfica
En el continente encuentra su distribución desde el sureste de Estados Unidos, México a través de Centroamérica hasta el noroeste de Sudamérica (incluye países como Venezuela, Colombia, Ecuador, Perú, Bolivia, Paraguay y Brasil).

## Hábitat
Se encuentran en un rango de hábitats diferentes. El hábitat natural es principalmente conformado de bosque húmedo tropical y bosque perenne, aunque ocurre también en zonas más secas como sabanas, manglares, bosques espinosos y los bosques cercanos de lagos, ríos y arroyos. Se le asocia comúnmente con el agua, pues requiere de fuentes de agua limpia para sobrevivir.

## Comportamiento
Es una especie diurna, de movimiento veloz, principalmente terrestre. Puede subir árboles con facilidad.
Su dieta incluye aves, mamíferos pequeños, peces, tortugas pequeñas, sapos, ranas y lagartijas. También consume huevos y frecuentemente come culebras pequeñas, muchas de estas venenosas. Muerde a su presa y la asfixia mediante presión fuerte contra el suelo.

## Reproducción
Pone 4 a 15 huevos durante la temporada lluviosa.